# Yu-Hui Chang
Yu-Hui Chang (* 1970) ist eine taiwanische Komponistin und Dirigentin.

## Leben
Sie studierte an der Nationaluniversität Taiwan, Boston University und der Brandeis University (Ph.D.). Von 1999 bis 2006 unterrichtete sie an der University of California, Davis, wo sie zusammen mit Professorin Laurie San Martin mehrere Jahre das Empyrean Ensemble leitete. Heute ist sie Professorin an der Brandeis University. In Boston war sie Co-Leiterin das Dinosaur Annex Music Ensemble.
Ihre Kompositionen wurden in den Niederlanden, Italien, dem Vereinigten Königreich, in China, Japan, den Vereinigten Staaten, Taiwan und Südkorea aufgeführt.
Chang war Guggenheim-Stipendiatin, Stipendiatin der American Academy of Arts and Letters und des Radcliffe Institute for Advanced Study der Harvard University. Sie ist Trägerin des Aaron Copland Award, des ACL Yoshiro IRINO Memorial Prize und des Preises des Council for Cultural Affairs des Exekutiv-Yuan. 2017 erhielt Chang die Auszeichnung Arts and Letters Award in Musik von der American Academy of Arts and Letters.